# Pluscula
Pluscula is een geslacht van weekdieren uit de klasse van de Gastropoda (slakken).

## Soort
- Pluscula cuica Er. Marcus, 1953